# Villa Ravà
Villa Ravà, già Guicciardini, si trova in via del Pian dei Giullari 69 a Firenze.
La villa, dal massiccio aspetto rinascimentale, era originariamente di proprietà della famiglia Quaratesi, poi venne acquistata dai Pagani e successivamente dai Bardi. Nel 1519 entrò in possesso dello storico Francesco Guicciardini, il cui stemma familiare si vede tutt'oggi sulla facciata. 
Nel 1529, quando le truppe imperiali occuparono la collina durante l'assedio di Firenze, il Guicciardini fu costretto ad abbandonare la villa, che venne occupata dal generale Filippo d'Orange. La doppia mole della villa, con al centro il giardinetto chiuso da un muro merlato, è visibile molto chiaramente nell'affresco dell'Assedio dipinto dallo Stradano nella Sala di Clemente VII in Palazzo Vecchio, e testimonia come l'aspetto del complesso sia mutato molto poco da quell'epoca. 
Il Guicciardini vi ritornò solo nel 1533 e qui scrisse alcune delle sue opere più importanti.